# Passeport allemand
Le passeport allemand (en allemand : deutscher Reisepass) est un document de voyage international délivré aux ressortissants allemands, et qui peut aussi servir de preuve de la citoyenneté allemande.

## Liste des pays sans visa ou visa à l'arrivée
En janvier 2024, les citoyens allemands peuvent entrer sans visa préalable (soit absence de visa, soit visa délivré lors de l'arrivée sur le territoire) dans 194 pays et territoires pour des voyages d'affaires ou touristiques de courte durée. Selon l'étude de Henley & Partners, le passeport allemand est le plus puissant du monde (à égalité avec les passeports espagnol, français, italien, japonais et singapourien) en matière de liberté de voyages internationaux.

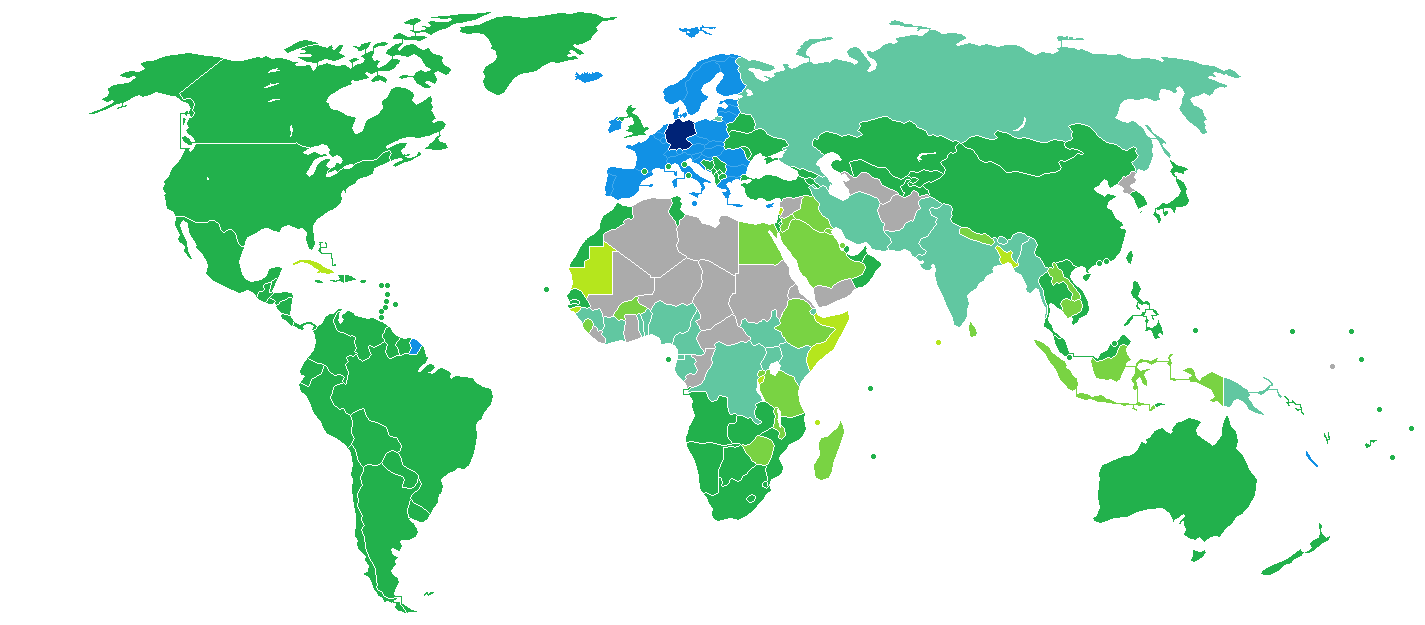
Allemagne
Europe en liberté de mouvement
Visa non nécessaire/ETA
Visa à l'arrivée
Système de visa électronique
Visa électronique ou à l'arrivée
Visa requis avant l'arrivée